# Мъри Гел-Ман
Мъри Гел-Ман (на английски: Murray Gell-Mann) е американски физик, носител на Нобелова награда за физика за 1969 за открития, свързани с класификацията на елементарните частици и тяхното взаимодействие.

## Биография
Роден е на 15 септември 1929 година в Ню Йорк, САЩ, в семейство на еврейски емигранти от Черновиц, тогава в Австро-Унгария. В детството си е считан за вундеркинд, проявява голямо любопитство и любов към природата. След завършване на Колумбийското подготвително и граматическо училище в Ню Йорк, на 15-годишна възраст постъпва в Йейл. През 1948 г. получава бакалавърска степен, след което записва докторантура в Масачузетския технологичен институт (Massachusetts Institute of Technology), която завършва през 1951 г. От 1952 година работи в Чикагския университет заедно с Енрико Ферми. Отначало е асистент, след това доцент и професор. От 1955 г. е професор в Калифорнийския технологичен институт (Caltech), а от 1967 г. – почетен професор.

## Научни дейност
Двадесет и тригодишен поставя началото на революция във физиката със статия за новите свойства: „странност“ и „чаровност“ на елементарните частици.
През 50-те години Гел-Ман дава обяснение на природата на откритите по това време К-мезони (каони) и хиперони. За тяхната класификация той въвежда ново квантово число – странност. Заедно с Абрахам Пайс обясняват и други трудни аспекти в теорията на тези частици. Друг негов успех е формулата Гел-Ман-Нишима, изведена първоначално върху емпирични факти, а впоследствие обяснена от теория на кварките.